# NGC 498
NGC 498 је лентикуларна галаксија у сазвежђу Рибе која се налази на NGC листи објеката дубоког неба.
Деклинација објекта је + 33° 29' 24" а ректасцензија 1h 23m 11,2s. Привидна величина (магнитуда) објекта NGC 498 износи 14,3 а фотографска магнитуда 15,3. NGC 498 је још познат и под ознакама MCG 5-4-37, NPM1G +33.0043, PGC 5059.